# Bos palaesondaicus
Bos palaesondaicus vivió en el Pleistoceno en Java (Indonesia) y pertenece a la subfamilia Bovinae. Fue descrito por el paleontólogo holandés Eugène Dubois en 1908. El holotipo de Bos palaesondaicus es un cráneo del yacimiento de Trinil. Esta especie es probablemente el ancestro del banteng (Bos javanicus).